# Konrad Weise
Konrad Weise (* 17. srpna 1951, Greiz) je bývalý východoněmecký fotbalista, obránce, reprezentant Východního Německa (NDR).

## Fotbalová kariéra
Ve východoněmecké oberlize hrál za FC Carl Zeiss Jena, nastoupil ve 310 utkáních a dal 17 gólů. S FC Carl Zeiss Jena vyhrál v letech 1972, 1974 a 1980 Východoněmecký fotbalový pohár. V Poháru mistrů evropských zemí nastoupil ve 3 utkáních, v Poháru vítězů poháru nastoupil ve 12 utkáních a v Poháru UEFA nastoupil ve 38 utkáních a dal 1 gól. Za reprezentaci Východního Německa (NDR) nastoupil v letech 1970–1981 v 86 utkáních a dal 2 góly. Byl členem týmu na Mistrovství světa ve fotbale 1974, nastoupil ve všech 6 utkáních. V roce 1972 byl členem bronzového týmu na LOH 1972 v Mnichově, nastoupil v 7 utkáních. V roce 1976 byl členem zlatého týmu na LOH 1976 v Montréalu, nastoupil v 5 utkáních.

## Ligová bilance
| Ročník           | Zápasy | Góly | Klub               |
| ---------------- | ------ | ---- | ------------------ |
| I. liga 1970/71  | 20     | 1    | FC Carl Zeiss Jena |
| I. liga 1971/72  | 196    | 2    | FC Carl Zeiss Jena |
| I. liga 1972/73  | 21     | 0    | FC Carl Zeiss Jena |
| I. liga 1973/74  | 24     | 4    | FC Carl Zeiss Jena |
| I. liga 1974/75  | 20     | 2    | FC Carl Zeiss Jena |
| I. liga 1975/76  | 25     | 2    | FC Carl Zeiss Jena |
| I. liga 19756/77 | 24     | 2    | FC Carl Zeiss Jena |
| I. liga 1977/78  | 17     | 1    | FC Carl Zeiss Jena |
| I. liga 1978/79  | 25     | 0    | FC Carl Zeiss Jena |
| I. liga 1979/80  | 19     | 1    | FC Carl Zeiss Jena |
| I. liga 1980/81  | 15     | 0    | FC Carl Zeiss Jena |
| I. liga 1981/82  | 22     | 3    | FC Carl Zeiss Jena |
| I. liga 1982/83  | 11     | 0    | FC Carl Zeiss Jena |
| I. liga 1983/84  | 15     | 0    | FC Carl Zeiss Jena |
| I. liga 1984/85  | 21     | 0    | FC Carl Zeiss Jena |
| I. liga 1985/86  | 12     | 0    | FC Carl Zeiss Jena |
| CELKEM I. liga   | 310    | 17   |                    |